# Чкаловское муниципальное образование (Краснокутский район)
Чкаловское муниципальное образование — сельское поселение в составе Краснокутского района Саратовской области. Административный центр — село Чкалово. На территории поселения находятся 3 населённых пункта.

## Население
| 2010  | 2011  | 2012  | 2013  | 2014  | 2015  | 2016  |
| ----- | ----- | ----- | ----- | ----- | ----- | ----- |
| 1628  | ↘1625 | ↘1624 | ↗1632 | ↘1610 | ↘1570 | ↘1541 |
| 2017  | 2018  | 2019  | 2020  | 2021  |       |       |
| ↘1490 | ↘1448 | ↘1423 | ↘1418 | ↘1014 |       |       |

## Состав сельского поселения
| № | Населённый пункт | Тип населённого пункта       | Население |
| - | ---------------- | ---------------------------- | --------- |
| 1 | Дегтярёвка       | село                         | 31        |
| 2 | Лепёхинка        | село                         | ↘705      |
| 3 | Чкалово          | село, административный центр | ↘892      |